# George Elmer Bernarding
George Elmer Bernarding SVD (ur. 15 lutego 1912 w Carrick, zm. 21 grudnia 1987 w Pittsburghu) – amerykański duchowny rzymskokatolicki, werbista, misjonarz; wikariusz apostolski, biskup i arcybiskup Mount Hagen.

## Biografia
George Elmer Bernarding urodził się 15 lutego 1912 w Carrick w Pensylwanii, w Stanach Zjednoczonych. 13 sierpnia 1939 otrzymał święcenia prezbiteriatu i został kapłanem Zgromadzenia Słowa Bożego.
19 grudnia 1959 papież Jan XXIII mianował go wikariuszem apostolskim Mount Hagen oraz biskupem tytularnym Belabitene. 21 kwietnia 1960 przyjął sakrę biskupią z rąk biskupa Pittsburgha Johna Josepha Wrighta. Współkonsekratorami byli biskup pomocniczy Erie Edward Peter McManaman oraz biskup pomocniczy Rochesteru Lawrence Bernard Brennan Casey.
Jako ojciec soborowy wziął udział w soborze watykańskim II. 15 listopada 1966 wikariat apostolski Mount Hagen został podniesiony do rangi diecezji. Tym samym bp Bernarding został biskupem Mount Hagen. 18 marca 1982 diecezja Mount Hagen została arcybiskupstwem, a bp Bernarding arcybiskupem metropolitą.
Ze względu na osiągnięcie wieku emerytalnego złożył dymisję i 7 marca 1987 przeszedł na emeryturę. Zmarł 21 grudnia 1987.